# Christian Heinrich von Dewitz
Christian Heinrich von Dewitz (* 4. Juni 1698 in Daber; † 26. Februar 1774 ebenda) war ein preußischer Landrat in Pommern. 

## Leben
Er entstammte der uradligen Familie Dewitz, die in Pommern umfangreiche Besitzungen hatte. Diese Besitzungen machten einen großen Teil des Daber-Naugard-Dewitzschen Kreises aus. Sein Vater Gustav George von Dewitz (* 1633; † 1701) war Hauptmann in preußischen Diensten und Erbherr auf Daber. Seine Mutter war eine geborene von Uckermann.
Christian Heinrich von Dewitz studierte an der Universität Halle. Im Jahre 1728 wurde er, als Nachfolger des verstorbenen Stephan Berend von Dewitz, Landrat des Kreises Daber und Direktor des Adelsgeschlechts Dewitz. Im Jahre 1771 nahm er seinen Abschied als Landrat; sein Nachfolger wurde Johann Daniel Ludwig von Reppert. Christian Heinrich von Dewitz starb drei Jahre später. 
In erster Ehe heiratete Christian Heinrich von Dewitz 1727 Johanna Dorothea, eine Tochter des Landrates Ludolf Ehrenreich von Strantz. Nach ihrem Tode heiratete er 1750 Marie Justine, eine verwitwete von Mittelstaedt und geborene von Sydow; die Ehe wurde 1758 geschieden. Ihn überlebte sein Sohn Joseph Friedrich von Dewitz (* 1743; † 1806), der Erbherr auf Daber, Groß Benz und Bernhagen wurde. 